# Microregione di Santo Antônio de Jesus
Santo Antônio de Jesus è una microregione dello Stato di Bahia in Brasile, appartenente alla mesoregione Metropolitana de Salvador.

## Comuni
Comprende 21 municipi: 
- Aratuípe
- Cabaceiras do Paraguaçu
- Cachoeira
- Castro Alves
- Conceição do Almeida
- Cruz das Almas
- Dom Macedo Costa
- Governador Mangabeira
- Jaguaripe
- Maragogipe
- Muniz Ferreira
- Muritiba
- Nazaré
- Salinas da Margarida
- Santo Amaro
- Santo Antônio de Jesus
- São Felipe
- São Félix
- Sapeaçu
- Saubara
- Varzedo